# Wurzeln
Wurzeln (Roots) (im US-amerikanischen Original Roots: The Saga of an American Family) ist ein Roman des US-amerikanischen Autors Alex Haley aus dem Jahr 1976. Die deutschsprachige Ausgabe erschien 1977 in der Übersetzung durch Emil U. Günther. Das Buch wurde kurz nach seinem Erscheinen für das Fernsehen verfilmt. Die Serie trug in der deutschen Fassung gleichfalls den Titel Roots, weshalb der Roman im deutschen Sprachraum auch unter seinem Originaltitel bekannt ist.
1979 wurden unter dem Titel Roots – Die nächsten Generationen die letzten sieben Kapitel des Romans verfilmt. 2016 folgte eine Serienneuverfilmung.

## Handlung
1750 bringt Binta Kinte, Frau des Omoro Kinte vom Volk der Mandinka, ihren ersten Sohn zur Welt, der nach seinem Großvater Kunta Kinte genannt wird. Der Junge wächst behütet, aber streng erzogen im Dorf Juffure im heutigen Staat Gambia auf. Er muss mit den Schwierigkeiten des Heranwachsens fertigwerden, erlebt die Geburt dreier jüngerer Brüder und wird schließlich nach harten Lehrjahren zum Mann geweiht. Fortan geht er auf Reisen und bereitet sich darauf vor, selbst eine Familie zu gründen.
Doch dazu kommt es nicht: Sklavenhändler verschleppen den 17-jährigen Kunta 1767 aus der Nähe seiner Heimat, um ihn später auf einem Sklavenmarkt in den USA an eine Plantage in Virginia als „Nigger“ zu verkaufen. Sein Käufer gibt ihm den Sklavennamen „Toby“. Nach seinem zweiten erfolglosen Fluchtversuch wird ihm ein Teil seines Fußes abgehackt, um ihn zukünftig am Ausreißen zu hindern. Kinte ergibt sich schließlich in sein Los und wird zum Kutscher seines Besitzers. Aus der Heirat mit der Köchin Bell geht die Tochter Kizzy hervor. Als sie im Teenager-Alter ihrem Geliebten bei der Flucht in den Norden helfen will und dafür nach South Carolina verkauft wird, bleibt ihr Vater als gebrochener Mann zurück.
Kizzy wird an einen Neureichen namens Tom Lea verkauft, der Kampfhähne züchtet. Er missbraucht und schwängert die junge Schwarze, worauf sie ihren Sohn George zur Welt bringt.
So wird in mehreren Episoden die Geschichte von Kunta Kinte und sieben Generationen seiner Nachfahren erzählt, die in der Zeit der Sklaverei sowie der Rassentrennung in den USA überleben müssen.

## Hintergrund
Alex Haley, der laut eigenen Aussagen von Kindestagen an von den Geschichten fasziniert war, die ihm seine Großmutter über ihre Vorfahren erzählt hatte, begann in den 1960er Jahren, die Geschichte seiner Familie zu erforschen, und interessierte sich dabei ganz besonders für jenen ersten Vorfahren, der von Sklavenhändlern nach Amerika verschleppt worden war und in der Familie nur als „der Afrikaner“ bezeichnet wurde.
Haley begann, in Archiven zu graben, und reiste nach Afrika, ins Dorf Juffure. Aufgrund dieser Recherchen glaubte er, die Biographie eines Vorfahren namens Kunta Kinte und einiger seiner Nachkommen schlüssig rekonstruiert zu haben.
Das Historiker-Paar Mills warf Haley vor, bestehende Aufzeichnungen ignoriert zu haben, wenn sie der fiktiven Familiengeschichte widersprochen hätten. Haley wiederum verteidigte sich damit, dass auf Akten aus Zeiten der Sklavenhaltung kein Verlass sei und zur Geschichtsschreibung schwarzer Familien grundsätzlich mündliche Überlieferungen vorgezogen werden sollten.

### Plagiatsvorwürfe
Haleys Ruf litt durch Plagiatsvorwürfe. In einem außergerichtlichen Vergleich zahlte Haley 650.000 Dollar und musste zugeben, dass er Teile von Roots aus The African von Harold Courlander übernommen hatte, behauptete allerdings, dies sei unabsichtlich geschehen. 1988 klagte ihn Margaret Walker Alexander an, die Urheberrechte an ihrem Roman Jubilee verletzt zu haben. Die Klage wurde vom Gericht abgewiesen, weil es keine justiziablen Ähnlichkeiten zwischen den Werken erkannte.

## Rezeption und Adaptionen
Roots gilt weithin als eines der wichtigsten literarischen Werke über die Sklaverei in den Vereinigten Staaten und die Identitätsfindung der afro-amerikanischen Bevölkerung. Das Buch wurde in 37 Sprachen übersetzt.
Alex Haley erhielt 1977 den Pulitzer-Preis für Roots.
Das Buch stand 2 Wochen lang im Jahr 1978 auf dem Platz 1 der Spiegel-Bestsellerliste.
Der Roman wurde 1977 und 2016 für das Fernsehen adaptiert. Die aus acht Episoden bestehende Verfilmung von 1977 erreichte bei ihrer Erstausstrahlung eine Zuschauerquote von 45 %, die höchste je für eine Miniserie gemessene Quote.

## Ausgaben
- Alex Haley: Wurzeln (Roots). Fischer, Frankfurt am Main 1997, ISBN 3-596-22448-9